# Кубок УЄФА 1977—1978
Кубок УЄФА 1977–1978 — сьомий розіграш Кубка УЄФА, у якому у двоматчевому фіналі перемогу здобув голландський клуб ПСВ, здолавши французьку команду «Бастія» із загальним рахунком 3-0. 

## Перший раунд
| Команда 1            | Заг.    | Команда 2             | 1-й матч        | 2-й матч            |
| -------------------- | ------- | --------------------- | --------------- | ------------------- |
| Айнтрахт (Франкфурт) | 5–0     | Сліма Вондерерс       | 5–0 (Протокол)  | 0–0 (Протокол)      |
| АЗ                   | 16–1    | Ред Бойс              | 11–1 (Протокол) | 5–0 (Протокол)      |
| Астон Вілла          | 6–0     | Фенербахче            | 4–0 (Протокол)  | 2–0 (Протокол)      |
| Барселона            | 8–2     | Стяуа                 | 5–1 (Протокол)  | 3–1 (Протокол)      |
| Бастія               | 5–3     | Спортінг              | 3–2 (Протокол)  | 2–1 (Протокол)      |
| Баварія              | 12–0    | Мйондален             | 8–0 (Протокол)  | 4–0 (Протокол)      |
| Боавішта             | 1–5     | Лаціо                 | 1–0 (Протокол)  | 0–5 (Протокол)      |
| Богеміан             | 0–4     | Ньюкасл Юнайтед       | 0–0 (Протокол)  | 0–4 (Протокол)      |
| Карл Цейс            | 6–5     | Алтай                 | 5–1 (Протокол)  | 1–4 (Протокол)      |
| Данді Юнайтед        | 1–3     | Копенгаген            | 1–0 (Протокол)  | 0–3 (Протокол)      |
| Фіорентина           | 1–5     | Шальке                | 0–3 (Протокол)  | 1–2 (Протокол)      |
| Фрем                 | 1–8     | Грассгоппер           | 0–2 (Протокол)  | 1–6 (Протокол)      |
| Гленавон             | 2–11    | ПСВ                   | 2–6 (Протокол)  | 0–5 (Протокол)      |
| Гурник (Забже)       | 5–3     | Гака                  | 5–3 (Протокол)  | 0–0 (Протокол)      |
| Інтернаціонале       | 0–1     | Динамо (Тбілісі)      | 0–1 (Протокол)  | 0–0 (Протокол)      |
| Динамо (Київ)        | 1–1 (ч) | Айнтрахт (Брауншвейг) | 1–1 (Протокол)  | 0–0 (Протокол)      |
| Ландскруна           | 0–6     | Іпсвіч Таун           | 0–1 (Протокол)  | 0–5 (Протокол)      |
| Лас-Пальмас          | 8–4     | Слобода (Тузла)       | 5–0 (Протокол)  | 3–4 (Протокол)      |
| Ланс                 | 4–3     | Мальме                | 4–1 (Протокол)  | 0–2 (Протокол)      |
| ЛАСК                 | 3–9     | Уйпешт                | 3–2 (Протокол)  | 0–7 (Протокол)      |
| Одра                 | 2–3     | Магдебург             | 1–2 (Протокол)  | 1–1 (Протокол)      |
| Олімпіакос           | 4–6     | Динамо (Загреб)       | 3–1 (Протокол)  | 1–5 (Протокол)      |
| Манчестер Сіті       | 2–2 (ч) | Відзев                | 2–2 (Протокол)  | 0–0 (Протокол)      |
| Марек                | 3–2     | Ференцварош           | 3–0 (Протокол)  | 0–2 (Протокол)      |
| Рапід (Відень)       | 1–3     | Інтер (Братислава)    | 1–0 (Протокол)  | 0–3 (Протокол)      |
| Моленбек             | 2–1     | Абердин               | 0–0 (Протокол)  | 2–1 (Протокол)      |
| Серветт              | 1–2     | Атлетік               | 1–0 (Протокол)  | 0–2 (Протокол)      |
| Стандард             | 3–3 (ч) | Славія (Прага)        | 1–0 (Протокол)  | 2–3 (Протокол)      |
| Старт                | 8–0     | Фрам                  | 6–0 (Протокол)  | 2–0 (Протокол)      |
| Тигру-Муреш          | 1–3     | АЕК                   | 1–0 (Протокол)  | 0–3 (Протокол)      |
| Торіно               | 4–1     | АПОЕЛ                 | 3–0 (Протокол)  | 1–1 (Протокол)      |
| Цюрих                | 2–1     | ЦСКА (Софія)          | 1–0 (Протокол)  | 1–1 (дч) (Протокол) |

## Другий раунд
| Команда 1          | Заг.           | Команда 2             | 1-й матч       | 2-й матч            |
| ------------------ | -------------- | --------------------- | -------------- | ------------------- |
| АЕК                | 3–6            | Стандард              | 2–2 (Протокол) | 1–4 (Протокол)      |
| АЗ                 | 2–2 (пен. 4–5) | Барселона             | 1–1 (Протокол) | 1–1 (Протокол)      |
| Астон Вілла        | 3–1            | Гурник (Забже)        | 2–0 (Протокол) | 1–1 (Протокол)      |
| Бастія             | 5–2            | Ньюкасл Юнайтед       | 2–1 (Протокол) | 3–1 (Протокол)      |
| Баварія            | 3–2            | Марек                 | 3–0 (Протокол) | 0–2 (Протокол)      |
| Інтер (Братислава) | 2–5            | Грассгоппер           | 1–0 (Протокол) | 1–5 (Протокол)      |
| Іпсвіч Таун        | 4–3            | Лас-Пальмас           | 1–0 (Протокол) | 3–3 (Протокол)      |
| Копенгаген         | 2–6            | Динамо (Тбілісі)      | 1–4 (Протокол) | 1–2 (Протокол)      |
| Лаціо              | 2–6            | Ланс                  | 2–0 (Протокол) | 0–6 (дч) (Протокол) |
| Магдебург          | 7–3            | Шальке                | 4–2 (Протокол) | 3–1 (Протокол)      |
| Моленбек           | 2–2 (пен. 5–6) | Карл Цейс             | 1–1 (Протокол) | 1–1 (Протокол)      |
| Старт              | 1–4            | Айнтрахт (Брауншвейг) | 1–0 (Протокол) | 0–4 (Протокол)      |
| Торіно             | 3–2            | Динамо (Загреб)       | 3–1 (Протокол) | 0–1 (Протокол)      |
| Уйпешт             | 2–3            | Атлетік               | 2–0 (Протокол) | 0–3 (дч) (Протокол) |
| Відзев             | 3–6            | ПСВ                   | 3–5 (Протокол) | 0–1 (Протокол)      |
| Цюрих              | 3–7            | Айнтрахт (Франкфурт)  | 0–3 (Протокол) | 3–4 (Протокол)      |

## Третій раунд
| Команда 1            | Заг.           | Команда 2             | 1-й матч       | 2-й матч       |
| -------------------- | -------------- | --------------------- | -------------- | -------------- |
| Астон Вілла          | 3–1            | Атлетік               | 2–0 (Протокол) | 1–1 (Протокол) |
| Бастія               | 5–3            | Торіно                | 2–1 (Протокол) | 3–2 (Протокол) |
| Карл Цейс            | 4–1            | Стандард              | 2–0 (Протокол) | 2–1 (Протокол) |
| Айнтрахт (Франкфурт) | 6–1            | Баварія               | 4–0 (Протокол) | 2–1 (Протокол) |
| Іпсвіч Таун          | 3–3 (пен. 1–3) | Барселона             | 3–0 (Протокол) | 0–3 (Протокол) |
| Магдебург            | 4–2            | Ланс                  | 4–0 (Протокол) | 0–2 (Протокол) |
| ПСВ                  | 4–1            | Айнтрахт (Брауншвейг) | 2–0 (Протокол) | 2–1 (Протокол) |
| Динамо (Тбілісі)     | 1–4            | Грассгоппер           | 1–0 (Протокол) | 0–4 (Протокол) |

## Чвертьфінали
| Команда 1            | Заг.    | Команда 2   | 1-й матч       | 2-й матч       |
| -------------------- | ------- | ----------- | -------------- | -------------- |
| Астон Вілла          | 3–4     | Барселона   | 2–2 (Протокол) | 1–2 (Протокол) |
| Бастія               | 9–6     | Карл Цейс   | 7–2 (Протокол) | 2–4 (Протокол) |
| Магдебург            | 3–4     | ПСВ         | 1–0 (Протокол) | 2–4 (Протокол) |
| Айнтрахт (Франкфурт) | 3–3 (ч) | Грассгоппер | 3–2 (Протокол) | 0–1 (Протокол) |

## Півфінали
| Команда 1   | Заг.    | Команда 2 | 1-й матч       | 2-й матч       |
| ----------- | ------- | --------- | -------------- | -------------- |
| Грассгоппер | 3–3 (ч) | Бастія    | 3–2 (Протокол) | 0–1 (Протокол) |
| ПСВ         | 4–3     | Барселона | 3–0 (Протокол) | 1–3 (Протокол) |

## Фінал

### Перший матч
| 26 квітня 1978 |

| Бастія | 0–0      | ПСВ |
| ------ | -------- | --- |
|        | Протокол |     |

| Арман Сезарі (Бастія) Глядачів: 15,000 Арбітр: Душан Максімович |

### Другий матч
| 9 травня 1978 |

| ПСВ                                                  | 3–0      | Бастія |
| ---------------------------------------------------- | -------- | ------ |
| В. ван де Керкгоф 24' Дейкерс 67' ван дер Кейлен 69' | Протокол |        |

| Філіпс, (Ейндговен) Глядачів: 27,000 Арбітр: Ніколае Райня |

| Переможець Кубка УЄФА 1977—1978 |
| ------------------------------- |
| Нідерланди                      |
| ПСВ Перший титул                |

## Бомбардири
| Місце | Гравець               | Клуб        | Голи | Зіграно хвилин |
| ----- | --------------------- | ----------- | ---- | -------------- |
| 1     | Геррі Дейкерс         | ПСВ         | 8    | 1068           |
| 2     | Раймондо Понте        | Грассгоппер | 8    | 900            |
| 3     | Клод Папі             | Бастія      | 7    | 1080           |
| 4     | Тревор Ваймарк        | Іпсвіч Таун | 6    | 369            |
| 4     | Кес Кіст              | АЗ          | 6    | 390            |
| 4     | Карл-Гайнц Румменігге | Баварія     | 6    | 540            |
| 4     | Гаррі Любсе           | ПСВ         | 6    | 1066           |